# PGC 86672
LEDA/PGC 86672 ist eine leuchtschwache Spiralgalaxie vom Hubble-Typ Sd im Sternbild Löwe an der Ekliptik, die schätzungsweise 44 Millionen Lichtjahre von der Milchstraße entfernt ist. Vermutlich bildet sie mit NGC 3363 ein gravitativ gebundenes Galaxienpaar.

Im selben Himmelsareal befindet sich u. a. die Galaxie NGC 3652.